# Alberto Felípez Ventureira
Alberto Felípez Ventureira, más conocido como Repi, (La Coruña, España, 27 de febrero de 1972) es un exfutbolista español que jugaba en la posición de defensa.

## Clubes
| Club                       | País   | Año       |
| -------------------------- | ------ | --------- |
| Bergantiños Fútbol Club    | España | 1992-1993 |
| Real Club Deportivo Fabril | España | 1995-1996 |
| Club Deportivo As Pontes   | España | 1997-1998 |
| Burgos Club de Fútbol      | España | 1998-2002 |
| Orihuela Club de Fútbol    | España | 2002-2003 |
| Club Atlético Arteixo      | España | 2004-2005 |
| Racing Club de Ferrol      | España | 2006-2008 |